# Nikolaus Simrock

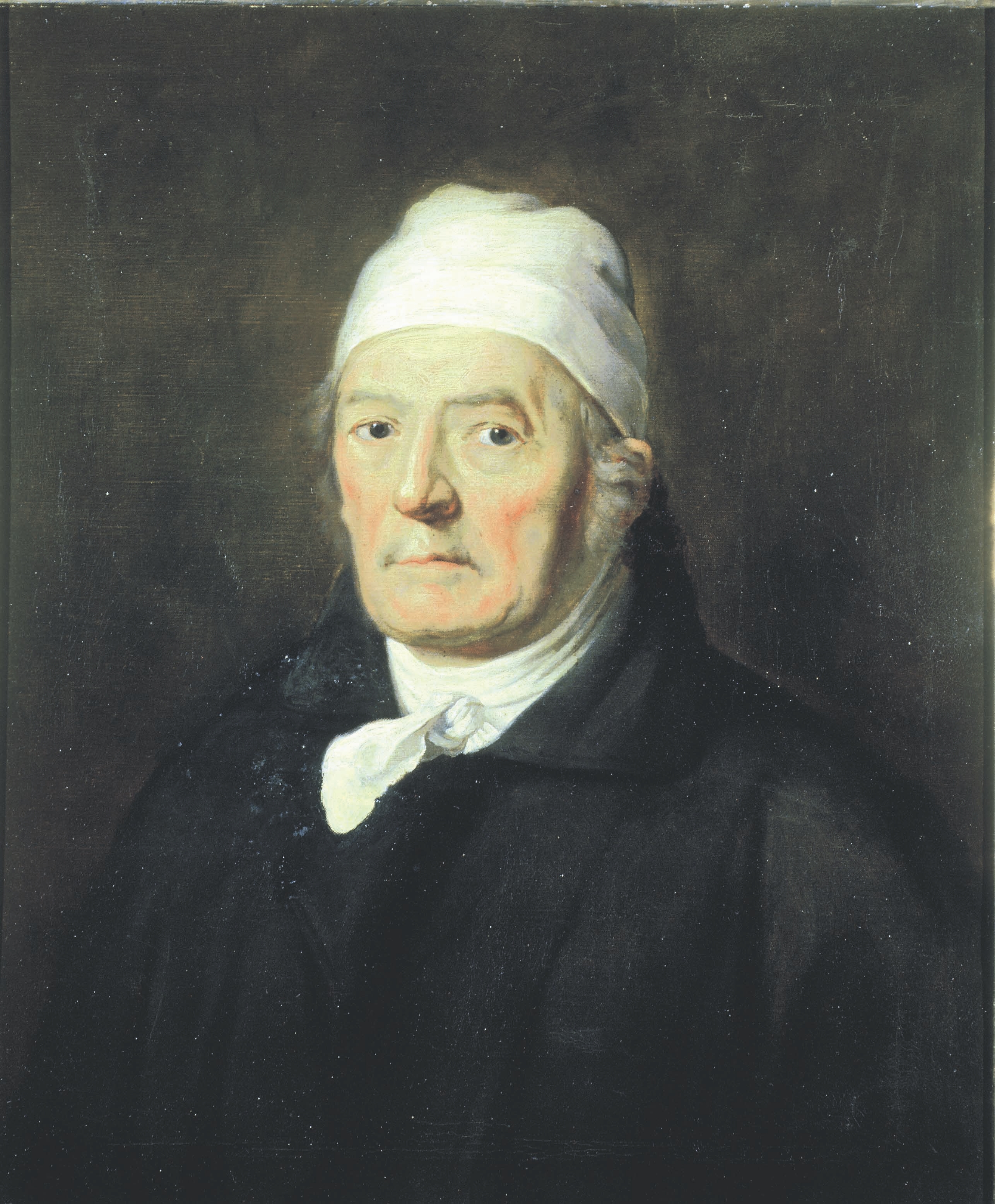
Nikolaus Simrock

Nikolaus Simrock (Magonza, 23 agosto 1751 – Bonn, 12 giugno 1832) è stato un cornista e editore tedesco. Come musicista, operò perlopiù presso la corte dell'Elettore di Colonia. Fu amico di Ludwig van Beethoven e fondatore della casa editrice musicale N. Simrock. Altamente stimato come uomo e come musicista, rimase in contatto con Beethoven negli anni '90 del 1700 ed è considerato un testimone affidabile degli anni passati da Beethoven a Bonn.

## Biografia
Simrock nacque a Magonza. Era figlio di un caporale e, già prima dei 16 anni, suonava il corno in una cappella militare francese. Si candidò in seguito per un posto di lavoro nella cappella di corte di Bonn presso l'elettore di Colonia Maximilian Friedrich. Iniziò a lavorare lì nel 1775 come trombettiere per un salario annuale di 300 fiorini. In seguito anche il giovane Beethoven suonò nella stessa orchestra.
Simrock fu uno dei più importanti filosofi dell'Illuminismo nella residenza dell'elettore. Come i suoi colleghi Franz Anton Ries e Christian Gottlob Neefe, fu membro della Minervalkirche Stagira, associazione facente capo all'Ordine degli Illuminati. Dopo il suo scioglimento divenne un membro fondatore della "Lesegesellschaft" (Società della Lettura) di Bonn. Fu inoltre membro della loggia massonica "Les Frères courageux", fondata a Bonn nel 1805.
Nel 1793 Nikolaus Simrock fondò la casa editrice musicale N. Simrock a Bonn. Due delle sue prime pubblicazioni furono le variazioni "Das rote Käppchen" (WoO 66) di Beethoven nel 1793 e le variazioni su un tema di Waldstein (WoO 67) nel 1794. Una delle ragioni del successo della sua azienda fu - oltre al senso per gli affari di Simrock - il suo atteggiamento a favore dei francesi, che venne ripagato dopo la fine dell'Elettorato nel 1794 in seguito alla prima occupazione di Bonn e della Renania da parte delle truppe rivoluzionarie francesi.
Simrock divenne nei primi anni del XIX secolo uno dei più importanti editori musicali europei. Sotto la sua guida, la casa editrice pubblicò le prime edizioni delle opere di Joseph Haydn, che incontrò anche di persona, e di Ludwig Van Beethoven (tredici prime edizioni).
Tra i più noti compositori editi dalla casa editrice dopo la morte del fondatore si ricordano Robert Schumann, che fece pubblicare anche la sua terza sinfonia e Felix Mendelssohn, di cui vennero pubblicati anche gli oratori Elia e Paulus. Fritz Simrock, suo nipote, spostò la sede della casa editrice da Bonn a Berlino nel 1870. Si ricorda soprattutto per aver pubblicato le opere di Johannes Brahms.

## Vita privata
Simrock sposò Franziska Ottilie Blaschek di Magonza da cui ebbe tredici figli. I membri della famiglia hanno influenzato quasi duecento anni di storia culturale della Renania. Uno dei suoi figli, Peter Joseph Simrock, portò avanti l'attività editoriale, un altro figlio fu per molti anni direttore dell'Hotel "Trierer Hof" nella piazza del mercato, nel quale venne ospitato anche Alexandre Dumas. Il figlio più giovane, Karl, fu editore di opere della letteratura antica e medio tedesca e di letteratura tedesca del XIX secolo.